# James Stuart (m. 1793)
James Stuart (17 gennaio 1731 – 2 febbraio 1793) è stato un generale britannico.

## Biografia

### I primi anni
Stuart venne nominato capitano del 56th Regiment of Foot il 1º novembre 1755. La prima azione che combatté fu l'assedio di Louisbourg (attuale Nuova Scozia) sotto il comando di lord Amherst nel 1758. Il 9 maggio di quello stesso anno venne promosso maggiore e nel 1761 presenziò col reggimento del colonnello Morgan alla presa di Belle Île. Nel corso della spedizione fu quartiermastro generale e di conseguenza ottenne il rango di tenente colonnello.
Da Belle Île si portò nelle Indie occidentali e prestò servizio nella spedizione in Martinica che venne alla fine conquistata nel febbraio del 1762, ottenendo il comando del reggimento nel quale militava alla morte del colonnello Morgan. Dopo la conquista della Martinica, il suo reggimento si unì alle altre forze britanniche impegnate in una spedizione contro L'Havana, dove ebbe modo di distinguersi in particolare nell'assalto al castello del Morro, la cui cattura determinò il successo della spedizione.

### In India
Nel 1775 ricevette il permesso di porsi al servizio della Compagnia britannica delle Indie orientali come secondo in comando della costa di Coromandel, col rango di colonnello. Al suo arrivo fu tra i primi ad accorgersi delle divergenze abissali presenti tra il consiglio della presidenza di Madras ed il governatore locale, lord Pigot, ed il 23 agosto 1776 arrestò il governatore a Madras, su ordine della maggioranza del consiglio stesso. Quando tale notizia giunse in Inghilterra, Stuart venne sospeso dai direttori della compagnia e anche dall'incarico di comandante in capo del Madras Army, incarico al quale era succeduto nel dicembre del 1776 alla morte di sir Robert Fletcher.
Attaccato su più fronti, ad ogni modo riuscì a difendersi nel processo che seguì asserendo di aver agito nell'esclusivo interesse della compagnia e contro le recenti disposizioni del governatore Pigot che sembravano voler favorire unicamente i governanti nativi a dispetto delle conquiste britanniche. Nel 1780 venne quindi sollevato dalla sua sospensione e riposto in servizio attivo, ma non più come governatore.

### La seconda guerra anglo-mysore
L'11 gennaio 1781 venne restaurato a capo del Madras Army per ordine del nuovo governatore. Tornò a Madras nel 1781 e, sotto Eyre Coote, prese parte alla battaglia di Porto Novo il 1º luglio, distinguendosi per la sua abilità nella gestione delle forze sul campo. Nella battaglia di Pollilur del 27 agosto, perse una gamba per un colpo di cannone. Il 19 ottobre venne promosso al rango di maggiore generale e quando Eyre Coote tornò nel Bengala, prese il comando delle forze di Madras. Lord Macartney, il nuovo governatore, ad ogni modo, non gli permise la libertà d'azione concessa a Coote ed alla morte di Hyder Ali il 7 dicembre gli chiese di attaccare immediatamente il regno di Mysore. Stuart ribatté che le sue forze non erano pronte e rimase inattivo per due mesi.

### Dimissioni e ritorno in patria
Mentre assediava Cuddalore venne sospeso dal suo comando dal governo di Madras. Venne lasciato in città, ma senza comando, motivo per cui poi tornò in Inghilterra. L'8 giugno 1786, duellò con lord Macartney che lo aveva pesantemente offeso ad Hyde Park, rimanendo fortemente ferito. L'8 febbraio 1792 venne nominato colonnello del 31st Foot.
Morì il 2 febbraio 1793. Sposò lady Margaret Hume, figlia di Hugh Hume-Campbell, III conte di Marchmont, ma la coppia non ebbe figli.